# Phare des Roches-Noires
Pour les articles homonymes, voir Roches Noires.
Le phare des Roches-Noires est un phare situé dans le quartier des Roches-Noires, à l'entrée est du port de Casablanca (Région de Casablanca-Settat - Maroc).
Il est géré par l'autorité portuaire et maritime au sein du Ministère de l'équipement, du transport, de la logistique et de l'eau.

## Histoire
Le phare des Roches-Noires, construit en 1919, est une tour cylindrique, avec galerie et lanterne, de 19 m de haut. Il est situé en bord de mer dans le quartier touristique des Roches-Noires à l'est du port de Casablanca. Il est peint en blanc et la lanterne est rouge. C'est un phare de jalonnement dont le feu à occultations émet, à 29 m au-dessus du niveau de la mer, un éclat blanc ou rouge, selon les secteurs, toutes les 4 secondes.
Identifiant : ARLHS : MOR010 - Amirauté : D2567 - NGA : 23100 .

### Lien connexe
- Liste des phares du Maroc